# Sericania chikuzensis
Sericania chikuzensis är en skalbaggsart som beskrevs av K. Sawada 1938. Sericania chikuzensis ingår i släktet Sericania och familjen Melolonthidae. Inga underarter finns listade i Catalogue of Life.